# 이종순 (1891년)
이종순(李鍾淳, 1891년 11월 14일 ~ ?)은 대한민국의 정치인이자 영양군 출신이다.

## 약력
- 속촉 한문서당 수업
- 조선남감리교역자 양성소 수업
- 야소교원산지방 전도사
- 을미독립운동으로 투옥
- 호산기독교청년회 총무
- 기독교춘천청년회 집행위원
- 농업 및 토목에 종사
- 대한독립촉성국민회 춘성군지부위원장
- 한국민족대표자 대의원
- 초대 국회의원 재임시, 국회 내의 반민특위 조사위원으로 활동하였다.[1]

## 역대 선거 결과
|  | 80.94% |

|  | 1.69% |

|  | 23.18% |

## 참고 자료
- 《대한민국 의정총람》, 국회의원총람발간위원회, 1994년
- 이종순 - 대한민국헌정회